# Díocles
Díocles (Caristo, ca. 240 a.C. — ca. 180 a.C.) foi um matemático grego antigo. Formulou ca. 200 a.C. a Cissoide de Díocles, a fim de resolver o problema da duplicação do cubo. Em outro escrito trabalhou com espelhos esféricos.

## Vida e obra
Embora pouco se saiba sobre a vida de Diocles, sabe-se que ele foi contemporâneo de Apolônio e que floresceu por volta do final do século III a.C. e início do século II a.C.
Diocles é pensado para ser a primeira pessoa a provar a propriedade focal da parábola. Seu nome está associado à curva geométrica chamada Cissoide de Diocles, que foi usada por Diocles para resolver o problema da duplicação do cubo. A curva foi aludida por Proclus em seu comentário sobre Euclides e atribuída a Diocles por Geminus já no início do século I.
 

Fragmentos de uma obra de Diocles intitulada Sobre espelhos ardentes foram preservados por Eutócio em seu comentário de Arquimedes - Sobre a Esfera e o Cilindro - e também sobreviveram em uma tradução árabe do original grego perdido intitulado Kitāb Dhiyūqlīs fī l-marāyā l-muḥriqa (lit.“O livro de Diocles sobre espelhos ardentes”). Historicamente, On Burning Mirrors teve uma grande influência sobre os matemáticos árabes, particularmente sobre al-Haytham, o polímata do Cairo do século XI que os europeus conheciam como "Alhazen". O tratado contém dezesseis proposições que são provadas por seções cônicas. Um dos fragmentos contém as proposições sete e oito, que é uma solução para o problema de dividir uma esfera por um plano de modo que os dois volumes resultantes estejam em uma dada proporção. A proposição dez dá uma solução para o problema de dobrar o cubo. Isso é equivalente a resolver uma certa equação cúbica. Outro fragmento contém as proposições onze e doze, que usam o cissóide para resolver o problema de encontrar duas médias proporcionais entre duas grandezas. Uma vez que este tratado abrange mais tópicos do que apenas espelhos em chamas, pode ser que Sobre os espelhos em chamas seja o agregado de três obras mais curtas de Diocles. Na mesma obra, Diocles, logo após demonstrar que o espelho parabólico poderia focalizar os raios em um único ponto, mencionou que é possível obter uma lente com a mesma propriedade.